# Động đất Ogasawara 2015
Động đất Ogasawara 2015 (小笠原諸島西方沖地震 Ogasawarashotō Nishikata oki jishin) là trận động đất xảy ra vào lúc 20:23 (JST), ngày 30 tháng 5 năm 2015. Trận động đất có cường độ địa chấn 8.1 richter. Tâm chấn độ sâu khoảng 682 km, nằm ngoài khơi quần đảo Ogasawara. Rung lắc của trận động đất cảm nhận được nhiều khu vực ở Nhật Bản, trong đó có cả Tokyo. Không có cảnh báo sóng thần cho trận động đất này. Hậu quả trận động đất chỉ làm 13 người bị thương.